# Station Szewce
Station Szewce is een spoorwegstation in de Poolse plaats Szewce.